# Galerie für Zeitgenössische Kunst Leipzig

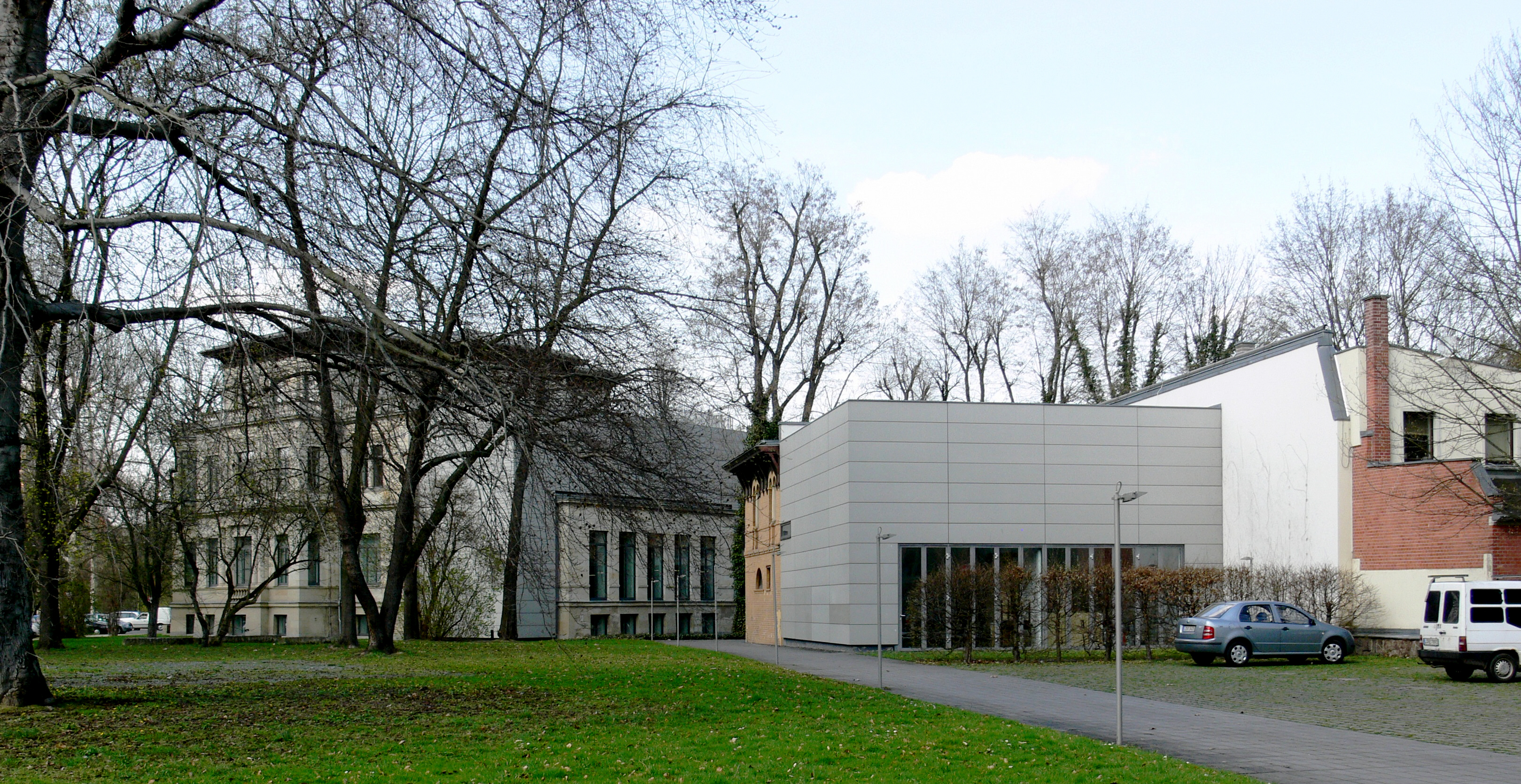
Het museumcomplex GfZK-1

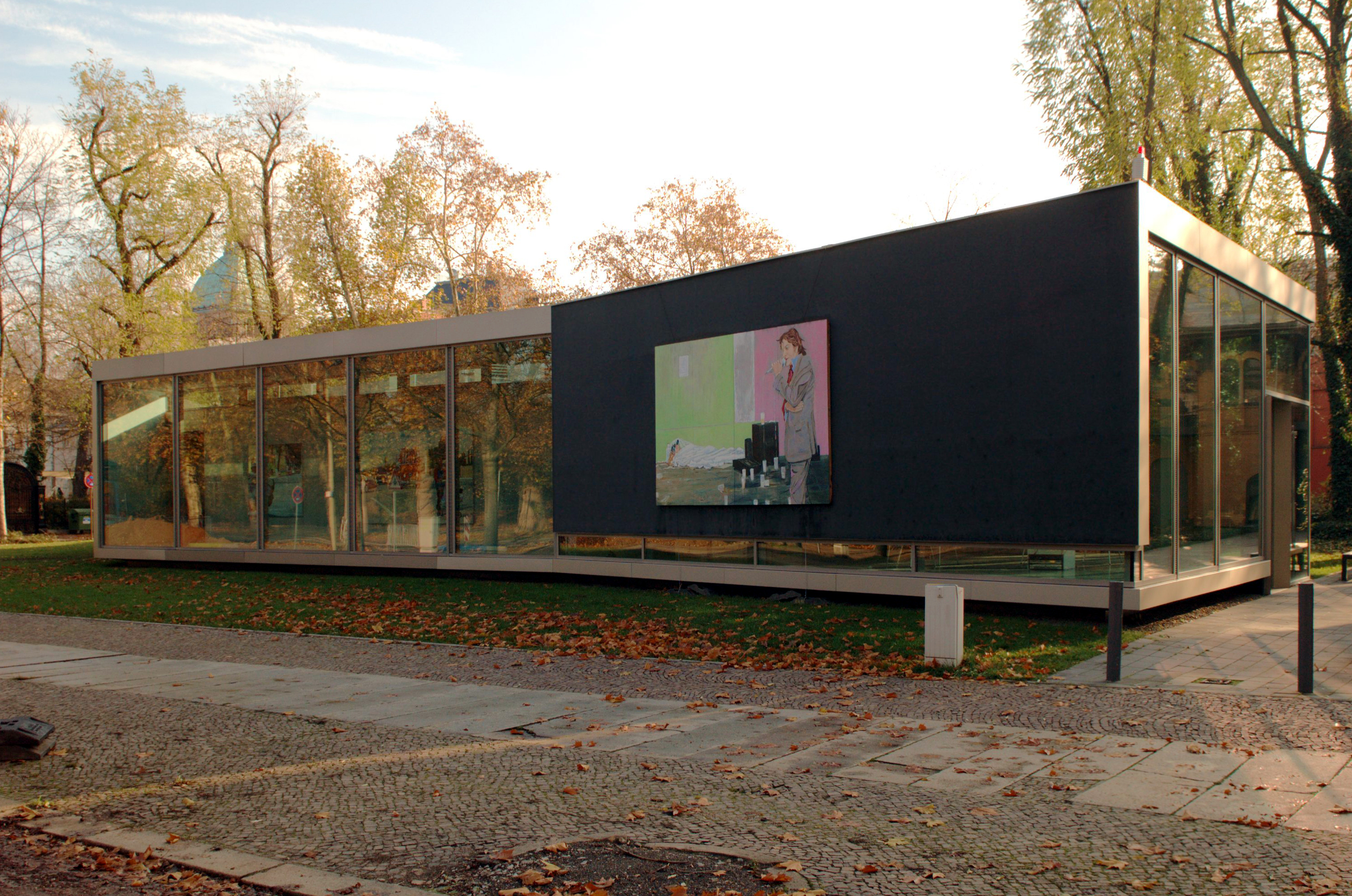
Gebouw GfZK-2

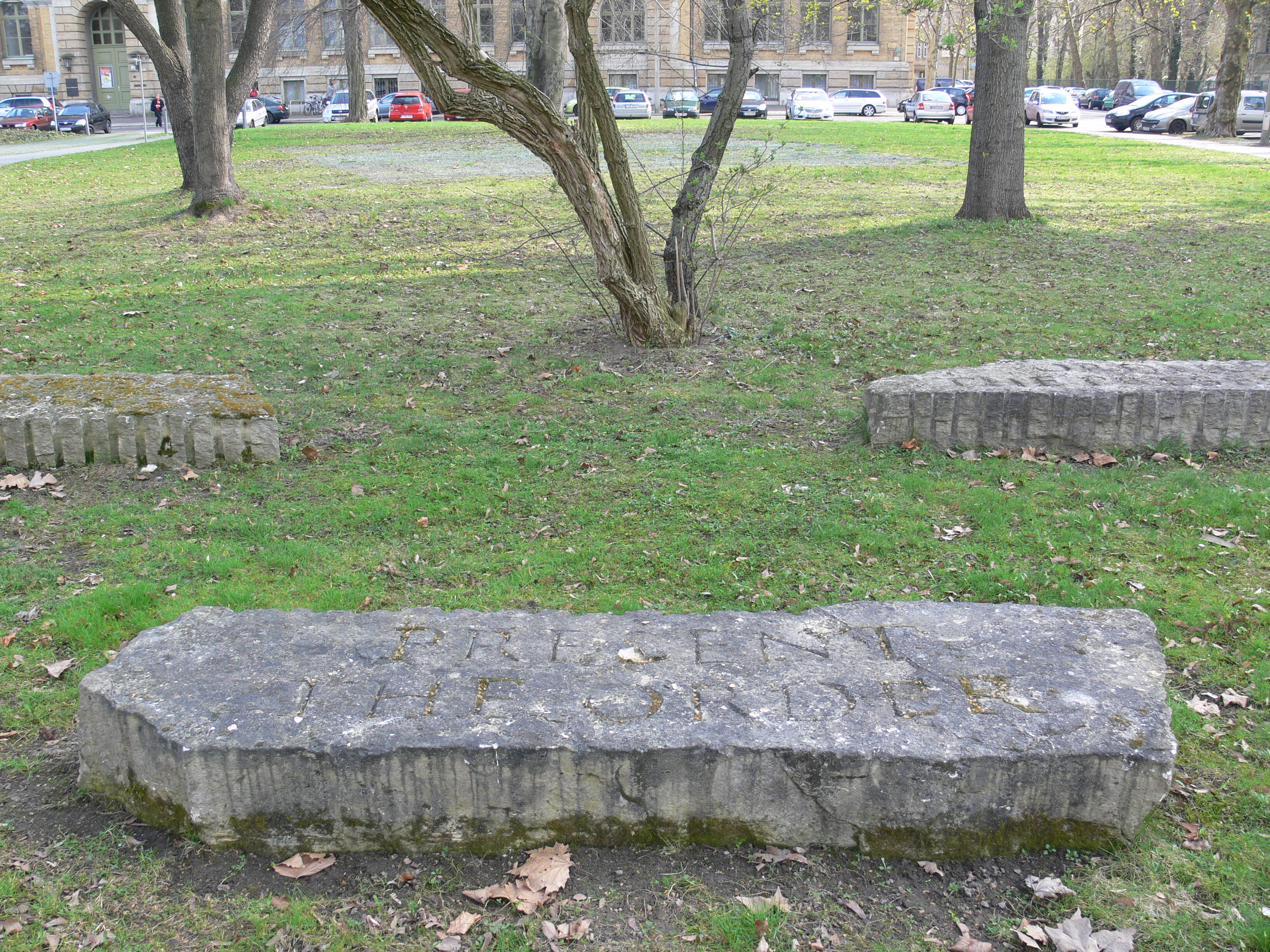
Present Order: Postscript van Ian Hamilton Finlay

De Galerie für Zeitgenössische Kunst Leipzig is een museum voor moderne en hedendaagse kunst aan de Karl-Tauchnitz-Straße 9-11 in de Saksische stad Leipzig.

## Geschiedenis
Het museum werd in 1990 gesticht door de kunsthistoricus Klaus Werner met steun van de Kulturkreis der deutschen Wirtschaft im Bundesverband der Deutschen Industrie (BDI). Het doel was de internationale, hedendaagse kunst te presenteren. Dit gebeurde vanaf 1991 aanvankelijk in tentoonstellingsruimten van derden. Het museum kreeg werken in bruikleen van onder anderen Rosemarie Trockel, Günther Uecker, Michael Morgner en Marcel Odenbach. De bruikleen werd in 1998 omgezet in een schenking. In 1990 werd de collectie uitgebreid met een keuze uit de collectie van het Zentrum für Kunstausstellungen der DDR van belangrijke werken uit de zeventiger en tachtiger jaren. Een belangrijke bruikleen volgde in 1992 met 50 werken van West-Duitse abstracte kunst uit de jaren na 1945. Deze bruikleen werd in 2006 omgezet in een schenking. Meerdere werken werden geschonken door de industrieel en mecenas Arend Oetker.
In 1998 werd het museum in een eigen gebouw gevestigd in het zogenaamde Leipziger Musikviertel, dicht bij de Hochschule für Grafik und Buchkunst Leipzig. De expositieruimten bevinden zich in de van 1996 tot 1998 door de architect Peter Kulka grondig verbouwde en met een kubusvormige aanbouw uitgebreide voormalige Villa Rücksicht van de uitgever Paul Herfurth uit de Gründerzeit.
In 2004 werd de uitbreiding aan het Clara-Zetkin-Park, de nieuwe expositieruimte GfZK-2 van het architectenbureau AS-IF, geopend, waarmee het tentoonstellingsoppervlak aanzienlijk werd uitgebreid.

## Collectie
- Ernst Wilhelm Nay: Perlen in Rot und Weiß (1955)
- Fritz Winter: Große Bewegung vor Braun (1953)
- Emil Schumacher: Monument des Z (1959)
- Harald Metzkes: Tischgesellschaft
- Hans Hartung
- Ewald Mataré
- Karl Otto Götz
- Willi Baumeister
- Carfriedrich Claus: meerdere werken
- A.R. Penck: USA II (grafiek)

alsmede werken van onder anderen: Julius Bissier, Hubertus Giebe, Hartwig Ebersbach, Werner Stötzer, Friedrich B. Henkel, Herman Nitsch, Martin Kippenberger, Günther Förg, Herman Glöckner,  Walter Dahn, Jiří Georg Dokoupil, Jonathan Meese, Sarah Morris, Mischa Kuball, Horst Bartnig, Sybille Bergemann, Ilya Kabakov, Olafur Eliasson, Tobias Rehberger, Tilo Schultz, Dan Peterman, Franz West, HAP Grieshaber, en Dorit Margreiter.